# Roodkeellori
De roodkeellori ( Vini amabilis synoniem: Charmosyna amabilis of Charmosyna aureicincta) is een vogel uit de familie Psittaculidae (papegaaien van de Oude Wereld). De vogel werd in 1875 beschreven door de in Australië geboren dierkundige Edward Pierson Ramsay. Het is een ernstig bedreigde endemische vogelsoort op de Fiji-eilanden.

## Herkenning
De lori is 18 cm lang en overwegend groen gekleurd. Opvallend aan deze vogel zijn de rode "wangen", keel en "dijen". Het rood op de wangen is omzoomd door geel. De onderkant en de uiteinden van de staart zijn mosterdkleurig geel. Mannetje en vrouwtje zien er hetzelfde uit, de onvolwassen vogels zijn doffer van kleur.

## Verspreiding en leefgebied
De roodkeellori kwam voor op de eilanden  Viti Levu, Vanua Levu, Taveuni en Ovalau. Het zijn vogels van oud, ongerept regenwoud. De laatste waarnemingen werden gedaan  in bossen boven de 500 m boven de zeespiegel. Mogelijk is het geen vogel met speciale voorkeur voor heuvelland, maar was dit de laatste plek met geschikt bos.

## Status
Het was altijd al een zeldzame soort lori, hoewel in 1925 binnen een maand 10 exemplaren konden worden geschoten. Daarna werd de vogel steeds zeldzamer. Het leefgebied van de vogel wordt bedreigd door ontbossing en daarmee gepaard gaande uitbreiding van het wegennet en menselijke aanwezigheid. Daardoor nemen ook de ingevoerde ratten toe. Predatie door ratten op de eieren en jongen van deze lori is een belangrijke oorzaak van de verdwijning van deze soort. De laatste betrouwbare waarneming dateert van 1993. Daarna waren er onbevestigde waarnemingen en een speciaal onderzoek in 2001/02 leverde geen nieuwe waarnemingen. Als er toch nog roodkeellori's zijn, dan betreft het een zeer kleine populatie van hoogstens enkele tientallen exemplaren. Daarom staat de vogel als ernstig bedreigd (krtitiek) op de Rode Lijst van de IUCN.